# Строгов, Анатолий Никандрович
Анатолий Никандрович Строгов (1934—2010) — советский военачальник, военный лётчик 1-го класса, генерал-лейтенант авиации.

## Биография
Анатолий Никандрович родился 19 октября 1934 года в г. Дно Псковской области. Русский. В 1953 году поступил, а в 1957 году окончил Чугуевское военное авиационное училище лётчиков им. дважды Героя Советского Союза С. И. Грицевца. После окончания училища занимал командные летные должности: летчик, начальник штаба эскадрильи, командир звена, заместитель командира эскадрильи-штурман. Поступил на факультет заочного обучения в Военно-воздушную академию имени Ю. А. Гагарина, которую окончил в 1969 году.
После академии на должностях: (1965—1976 гг.) командир авиаэскадрильи, заместитель командира авиаполка, командир полка, заместитель командира дивизии, командир авиационной дивизии. В 1976 году поступил Военную академию Генерального штаба ВС СССР, которую окончил в 1978 году. Был назначен командиром 61-го гвардейского авиационного корпуса, затем заместителем командующего ВВС Дальневосточного ВО, начальником штаба ВВС Дальневосточного ВО, командующим 14-й воздушной армией (июнь 1985-сентябрь 1991), командующий ВВС ПрикВО — заместителем командующего ВО по авиации.
С 1993 года на пенсии. Занимался общественной работой:
- 1993—1994 гг. — председатель совета Русского общества им. А. С. Пушкина (г. Львов).
- 1993—1998 гг. — староста Русской общины Львовской обл., председатель Конгресса русских общин западных областей Украины (с октября 1994 года)[2].

Военный летчик 1-го класса. Народный депутат Украины 3-го созыва (03.1998-04.2002) от КПУ, № 10 в списке. На время выборов: пенсионер (г. Львов), член компартии с 1960 г. Член Комитета Верховного Совета Украины по вопросам национальной безопасности и обороны (с 07.1998 г.), член фракции КПУ (с 05.1998).
Умер 8 октября 2010 г. Похоронен в селе Леониха Щёлковского района Московской области.

## Семья
Жена Светлана Николаевна (1938 г.р.) — пенсионерка; сын Владимир (1960 г.р.) — полковник ВВС Российской армии; дочь Ирина (1963 г.р.) — майор медслужбы в Российской армии.

## Награды
Награждён: Орденом Красной Звезды (дважды), Орденом За службу Родине в ВС СССР III и II ст., 16 медалями.